# 逃離丹尼莫拉
《逃離丹尼莫拉》（英語：Escape at Dannemora）是一部在Showtime電視網播出的美國限定劇集，改編自真實發生於2015年紐約一座高強度保安監獄的首宗越獄案件。本·斯蒂勒執導本劇的全部7集。本劇於2018年11月18日在Showtime首播。

## 梗概
本劇根據2015年層轟動一時的發生在紐約州真實越獄事件改編而成，兩名已被定罪的殺人犯在一名已婚女性監獄職員幫助下成功越獄。

## 演員與角色

### 主要演員
- 派翠西亞·艾奎特 飾演 蒂莉·米切爾（Tilly Mitchell）

一名已婚的監獄工作人員，與監獄罪犯理查德·馬特和大衛·斯威特兩人有情感糾葛并協助他們越獄。
- 班尼西歐·狄奧·托羅 飾演 理查德·馬特（Richard Matt）

已被定罪的殺人犯。
- 保羅·達諾 飾演 大衛·斯威特（David Sweat）

已被定罪的殺人犯。
- 邦妮·亨特 飾演 凱瑟琳·萊希·斯科特（Catherine Leahy Scott）

紐約州監察長，負責調查馬特和斯威特越獄案件。
- 埃里克·蘭格（英语：Eric Lange） 飾演 萊爾·米切爾（Lyle Mitchell）

蒂莉的丈夫，在監獄工作的維修工。
- 大衛·摩斯 飾演 吉恩·帕爾默（Gene Palmer）

監獄的一名押送警衛。

### 常規演員
- 傑里米·鮑勃（英语：Jeremy Bobb） 飾演 丹尼斯·蘭伯特（Dennis Lambert）

監獄的懲教官員，萊爾·米切爾的朋友。

### 客串演員
- 米高·伊派里奧里 飾演 安德鲁·库默（Andrew Cuomo）

紐約州第56任州長。

## 劇集
| 集數 | 標題   | 譯名   | 導演      | 編劇                                      | 首播日期       | 美國收視（百萬） |
| ---- | ------ | ------ | --------- | ----------------------------------------- | -------------- | ---------------- |
| 1    | Part 1 | 第一部 | 本·斯蒂勒 | 布雷特·約翰遜、邁克爾·托爾金              | 2018年11月18日 | 0.397            |
| 2    | Part 2 | 第二部 | 本·斯蒂勒 | 布雷特·約翰遜、邁克爾·托爾金              | 2018年11月25日 | 0.487            |
| 3    | Part 3 | 第三部 | 本·斯蒂勒 | 傑里·斯塔爾                               | 2018年12月2日  | 0.559            |
| 4    | Part 4 | 第四部 | 本·斯蒂勒 | 布雷特·約翰遜、邁克爾·托爾金              | 2018年12月9日  | 0.541            |
| 5    | Part 5 | 第五部 | 本·斯蒂勒 | 布雷特·約翰遜、邁克爾·托爾金              | 2018年12月16日 | 0.664            |
| 6    | Part 6 | 第六部 | 本·斯蒂勒 | 布雷特·約翰遜、邁克爾·托爾金、傑里·斯塔爾 | 2018年12月23日 | 0.586            |
| 7    | Part 7 | 第七部 | 本·斯蒂勒 | 布雷特·約翰遜、邁克爾·托爾金              | 2018年12月30日 | 0.719            |

## 製作
2017年秋季，本劇於紐約上州開始拍攝。

## 迴響

### 評價
《逃離丹尼莫拉》首播之後收到了好評。在影視專業評論網站爛番茄上，本劇收穫了91%的新鮮度，7.69/10分（34位劇評人）。該網站的關鍵共識寫道：「《逃離丹尼莫拉》的緩慢節奏考驗觀眾的耐心，願意繼續欣賞的人們會發現一個令人不寒而栗的懸疑故事。劇中優秀演員們的付出——特別是派翠西亞·艾奎特幾乎難以認出的造型和十分感人的表演——為這個故事增色不少。」本劇在Metacritic網站上獲得了普遍好評，78/100分（26位劇評人）。

### 獎項
| 年度 | 獎項                    | 類別                             | 入圍者             | 結果 | 來源   |
| ---- | ----------------------- | -------------------------------- | ------------------ | ---- | ------ |
| 2019 | 第9屆評論家選擇電視劇獎 | 最佳限定劇集                     | 《逃離丹尼莫拉》   | 提名 | [ 15 ] |
| 2019 | 第9屆評論家選擇電視劇獎 | 最佳男主角——限定劇集/電視電影    | 班尼西歐·狄奧·托羅 | 提名 | [ 15 ] |
| 2019 | 第9屆評論家選擇電視劇獎 | 最佳男主角——限定劇集/電視電影    | 保羅·達諾          | 提名 | [ 15 ] |
| 2019 | 第9屆評論家選擇電視劇獎 | 最佳女主角——限定劇集/電視電影    | 派翠西亞·艾奎特    | 獲獎 | [ 15 ] |
| 2019 | 第9屆評論家選擇電視劇獎 | 最佳男配角——限定劇集/電視電影    | 埃里克·蘭格        | 提名 | [ 15 ] |
| 2019 | 第76屆金球獎            | 最佳有限劇集及電視電影           | 《逃離丹尼莫拉》   | 提名 | [ 16 ] |
| 2019 | 第76屆金球獎            | 最佳女主角——有限劇集及電視電影類 | 派翠西亞·艾奎特    | 獲獎 | [ 16 ] |
| 2019 | 第25屆美國演員工會獎    | 最佳女演員——有限劇集及電視電影類 | 派翠西亞·艾奎特    | 獲獎 | [ 17 ] |

## 備註
1. ↑  派翠西亞·艾奎特與《利器》主演艾美·亞當斯共獲此獎。

## 資料來源
1. 1 2 3  . Deadline. 2017年6月2日  [2018年8月12日]. （原始内容存档于2019-02-28） （美国英语）.
2. 1 2 3 4  . Variety. 2017年6月2日  [2018年8月12日]. （原始内容存档于2020-11-12） （美国英语）.
3. ↑  Evans, Greg. . Deadline. 2018年8月6日  [2018年8月12日]. （原始内容存档于2021-05-15） （美国英语）.
4. ↑  Petski, Denise. . 2017年9月13日work=Deadline  [2018年8月12日]. （原始内容存档于2020-12-02） （美国英语）.
5. ↑  Metcalf, Mitch. . Showbuzz Daily. 2018年11月20日  [2018年11月24日]. （原始内容存档于2018-11-20） （美国英语）.
6. ↑  Metcalf, Mitch. . Showbuzz Daily. 2018年11月28日  [2018年12月20日]. （原始内容存档于2018-11-28） （美国英语）.
7. ↑  Metcalf, Mitch. . Showbuzz Daily. 2018年12月4日  [2018年12月20日]. （原始内容存档于2018-12-07） （美国英语）.
8. ↑  Metcalf, Mitch. . Showbuzz Daily. 2018年12月11日  [2018年12月20日]. （原始内容存档于2018-12-11） （美国英语）.
9. ↑  Metcalf, Mitch. . Showbuzz Daily. 2018年12月18日  [2018年12月20日]. （原始内容存档于2018-12-19） （美国英语）.
10. ↑  Metcalf, Mitch. . Showbuzz Daily. 2018年12月27日  [2018年12月27日]. （原始内容存档于2018-12-27） （美国英语）.
11. ↑  Metcalf, Mitch. . Showbuzz Daily. 2019年1月2日  [2019年1月9日]. （原始内容存档于2019-01-02） （美国英语）.
12. ↑  McGovern, Joe. . Entertainment Weekly. 2017年10月10日  [2018年8月12日]. （原始内容存档于2020-11-12） （美国英语）.
13. ↑  . 爛番茄. Fandango.   [2018年11月24日]. （原始内容存档于2021-01-27） （美国英语）.
14. ↑  . Metacritic. CBS Interactive.   [2018年11月24日]. （原始内容存档于2020-09-22） （美国英语）.
15. ↑  Hammond, Pete. . Deadline Hollywood. 2018年12月10日  [2018年12月20日]. （原始内容存档于2018-12-10） （美国英语）.
16. ↑  Rubin, Rebecca. . Variety. 2018年12月7日  [2018年12月6日]. （原始内容存档于2018-12-06） （美国英语）.
17. ↑  Hipes, Patrick. . Deadline Hollywood. 2018年12月12日  [2018年12月20日]. （原始内容存档于2018-12-13） （美国英语）.

## 外部連結
- 官方网站
- 互联网电影数据库（IMDb）上《逃離丹尼莫拉》的资料（英文）
- 豆瓣电影上《逃離丹尼莫拉》的資料 （简体中文）